# Benito Perer
Benito Perer, Perera, Pereira o Pererio, latinizado Pererius,  (Ruzafa, Valencia, 1535-Roma, 6 de marzo de 1610), fue un jesuita, filósofo, teólogo y escriturista español.

## Biografía
Nació en Ruzafa, arrabal entonces de la ciudad española de Valencia. En 1552, con apenas diecisiete años, conoció al padre Jerónimo Domenech, quien lo convenció para hacerse jesuita en el recién fundado Colegio de San Pablo. Profesó en ese mismo año y se marchó con él a Sicilia. Habiéndose mostrado estudiante superdotado y brillante (llegó a ser "uno de los hombres más doctos que ha producido la madre patria", en palabras de Nicolás Antonio) fue enviado a Roma a ampliar estudios en el Colegio Romano que la Compañía de Jesús tenía allí, la institución educativa más prestigiosa del momento en el mundo católico. Allí pasaría el resto de su vida consagrado a la enseñanza. Impartió cursos de lógica, física y metafísica desde 1558; luego los dio de teología y desde 1576 de Sagrada Escritura, materia que aún impartía en el curso 1597-1598. Aparte de dominar casi todas las ciencias de su tiempo y las lenguas clásicas (latín y griego) había aprendido además lenguas semíticas antiguas (hebreo, siríaco, caldeo) y su curiosidad insaciable le había proporcionado un bagaje de lecturas extensísimo. Editó y comentó obras de Aristóteles (Metafísica, De anima), santo Tomás de Aquino, los cuatro Evangelios, el Libro del Génesis, el Libro de Daniel, el Libro del Éxodo, las Epístolas paulinas y el Apocalipsis, escribiendo además en latín complejos y eruditos opúsculos y obras de más enjundia, de las que solo se imprimió una parte: otras han quedado manuscritas. Falleció en 1610.

## Trabajos
Como filósofo trató de conciliar a Platón con Aristóteles al modo de Sebastián Fox Morcillo o incluso por influjo suyo, aunque de un modo más independiente y abierto de criterio, al modo renacentista de Luis Vives, según escribe Marcelino Menéndez Pelayo. En efecto, tiene atisbos de originalidad, como cuando afirma que la forma de suyo y per se no es ni universal ni singular, o haber sido el primero entre los maestros jesuitas que afirmó en la controversia de la distinción entre la esencia en acto y la existencia de los seres creados que entre ellas no media distinción real, sino solo de razón, como había ya afirmado Guillermo de Occam.
Entre sus obras destacan su tratado de filosofía natural De commnunibus omnium rerum naturalium, que sirvió de fuente de información, confesada a veces y otras no, en varias obras juveniles de Galileo Galilei y en su De motu. También son bastante citados los tres libros de su tratado Adversus fallaces et superstitiosas artes, id est, de Magia, de observatione somnorum et de divinatione astrologia (Ingoldstadt, 1591). En el primero establece una distinción clara entre magia natural, que divide en física y matemática, y magia diabólica (teurgia, goetia y nigromancia), alargando los límites de la primera y estrechando todo lo que puede los de la segunda,  cuya existencia sin embargo admite; en el segundo trata sobre las visiones y los sueños, previniendo las supersticiones vulgares y rechazando absolutamente la existencia de apariciones y fantasmas por fabulosas, aparentes o simuladas, y en el tercero niega cualquier género de validez a la astrología judiciaria (como ya había hecho el papa Sixto V en una bula al respecto de 1586) recurriendo a veces a argumentos tomados de Giovanni Pico della Mirandola: para él no es sino un delirio similar al de la cábala. También rechaza la alquimia como un arte inútil y pernicioso a la república.

## Obras escogidas
- Physicorum sive de principiis rerum naturalium libri XV Roma, 1562.
- De commnunibus omnium rerum naturalium principiis et affectionibus libri XV, Roma, Venturi Tramezini, 1576.
- Adversus fallaces et superstitiosas artes, id est, de Magia, de observatione somnorum et de divinatione astrologia (Ingoldstadt, 1591). Una versión previa había aparecido ya intercalada en su Comentario al profeta Daniel; se reimprimió en Lyon con algunas modificaciones en 1603.